# 片山淳吉
片山 淳吉（かたやま じゅんきち、天保8年3月3日（1837年4月7日） - 明治20年（1887年）6月29日）は、明治期の官吏、物理教科書執筆者。初名は淳之助。

## 経歴
丹後国田辺藩士。藩命を受け江戸に出て、薩摩藩の坪井芳州の門に学んだ後、慶応元年（1865年）に慶應義塾に入り、翌年幕府開成所教授世話手伝となる。一旦帰郷して再び上京して慶應義塾に入り教員となる。1871年（明治4年）に大学少助教を経て海軍兵学寮十等出仕、1872年（明治5年）には文部省編集寮十等出仕となり、日本国最初の物理教科書『物理階梯』を編集した。ジョージ・ペイン・カッケンボスとアドルフ・ガノーの物理書を編訳した『理学啓蒙』のほか、国語や自然科学分野の教科書を数多く執筆している。
出版社「天梁館」の主人などを務め、内田成道・岡千仭とも関係があった。

## 著書
- 『物理階梯』近代デジタルライブラリー
- 片山淳吉-古典籍総合データベース